# Robert Schilling
Pour les articles homonymes, voir Schilling.
Robert Schilling, né à Guebwiller le 17 avril 1913 et mort à Strasbourg le 30 octobre 2004, est un historien et un latiniste français, spécialisé dans l'histoire de la religion de la Rome antique.

## Biographie
Ancien élève de l'École normale supérieure, où il avait été admis en 1935, reçu à l'agrégation des lettres en 1938, il a été nommé membre de l'École française de Rome en 1939. Mobilisé jusqu'en 1941, il n'a toutefois pas pu y effectuer le séjour prévu. Chargé de mission auprès des Musées nationaux en 1941, nommé professeur au lycée de Moulins (Allier) en 1942, devenu peu après assistant et chargé de cours de latin à la Sorbonne, il fut élu en 1945 maître de conférences, et quelque temps plus tard professeur de langue et civilisation latines à l'université de Strasbourg. Il occupa ce poste jusqu'en 1982, année de son départ à la retraite. Depuis 1957, il remplissait également les fonctions de directeur d'études à l'École pratique des hautes études, Ve section, pour un enseignement sur les religions de Rome. Dans la dernière partie de sa vie, il avait le titre de professeur émérite de l'université de Strasbourg.
Il a appartenu au comité de patronage de Nouvelle École.
En 1988, il fut élu correspondant de l'Académie des inscriptions et belles-lettres. L'Académie pontificale d'archéologie le comptait également au nombre de ses correspondants.
Il était docteur honoris causa de l'université de Fribourg-en-Brisgau, chevalier de la Légion d'honneur, officier des Palmes académiques, croix de guerre 1939-1945 et commandeur de l'ordre national du Lion du Sénégal.

## Principales publications
- L'Alsace, Nathan, 1948.
- Rites, cultes, dieux de Rome, Paris, Klincksieck, 1979, 450 pages.  (ISBN 9782252019764)
- Dans le sillage de Rome : Religion, poésie, humanisme, éditions Klincksieck, 1988
- La religion romaine de Vénus depuis les origines jusqu'au temps d'Auguste, De Boccard, 1954[2],[3], rééd. 1982[4] puis 2003 (thèse).

### Traductions
- La veillée de Vénus Pervigilium Veneris, Les Belles Lettres, 1944, réédition 2003, 80 pages
- Ovide, Les Fastes, Tome I, livres I à III. Texte ét., trad. et comm. par Robert Schilling. Paris, Les Belles Lettres, 1992